# BPCE集团
BPCE集团（Groupe BPCE）是一家法国巴黎的大型银行集团，由松鼠储蓄银行集团（Groupe Caisse d'Épargne）和大众银行集团（Groupe Banque Populaire）于2009年合并而成。2021年，按总资产计算，它是法国第四大银行、欧洲第七大银行和世界第十九大银行，在全法拥有8,200多家分行。它被金融稳定委员会评定为全球系统重要性银行。